# Artur Frank

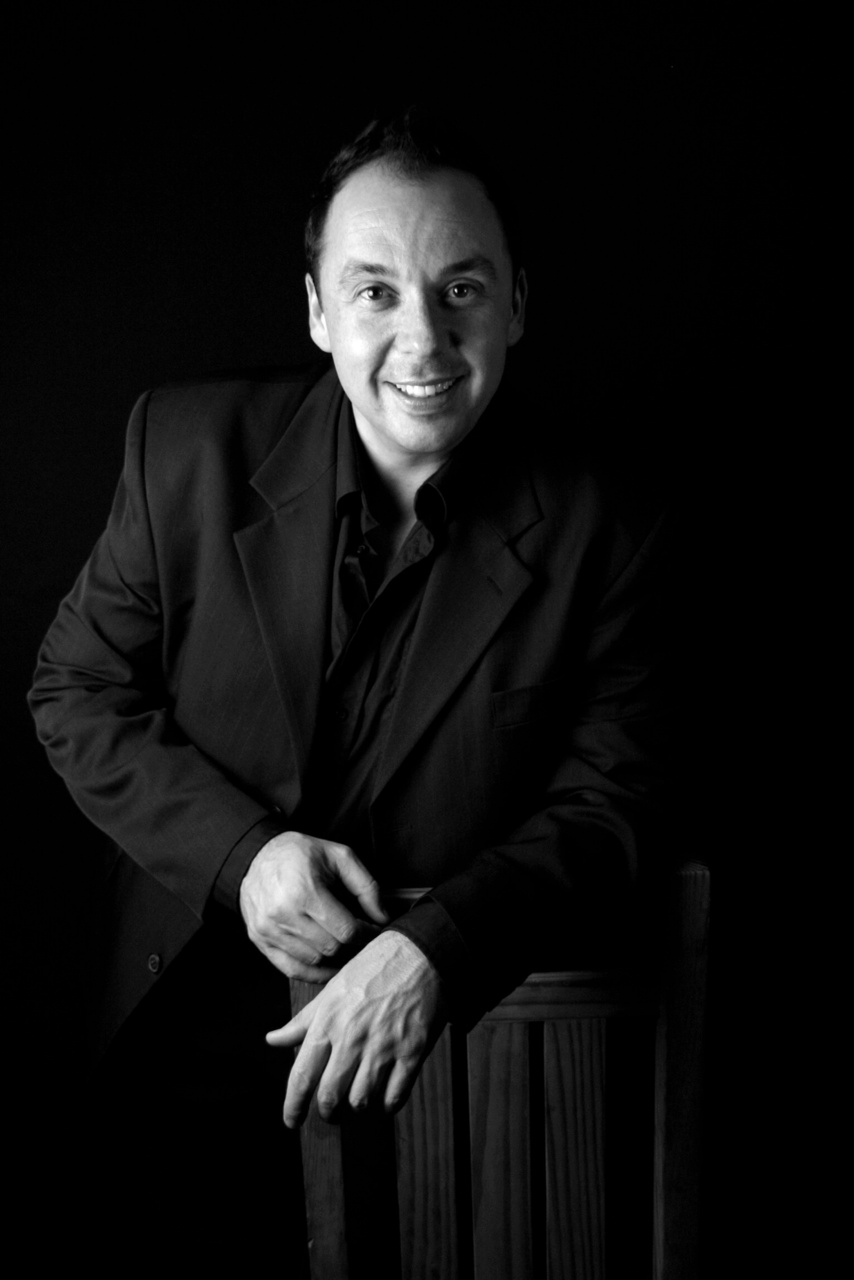
Artur Frank (2006)

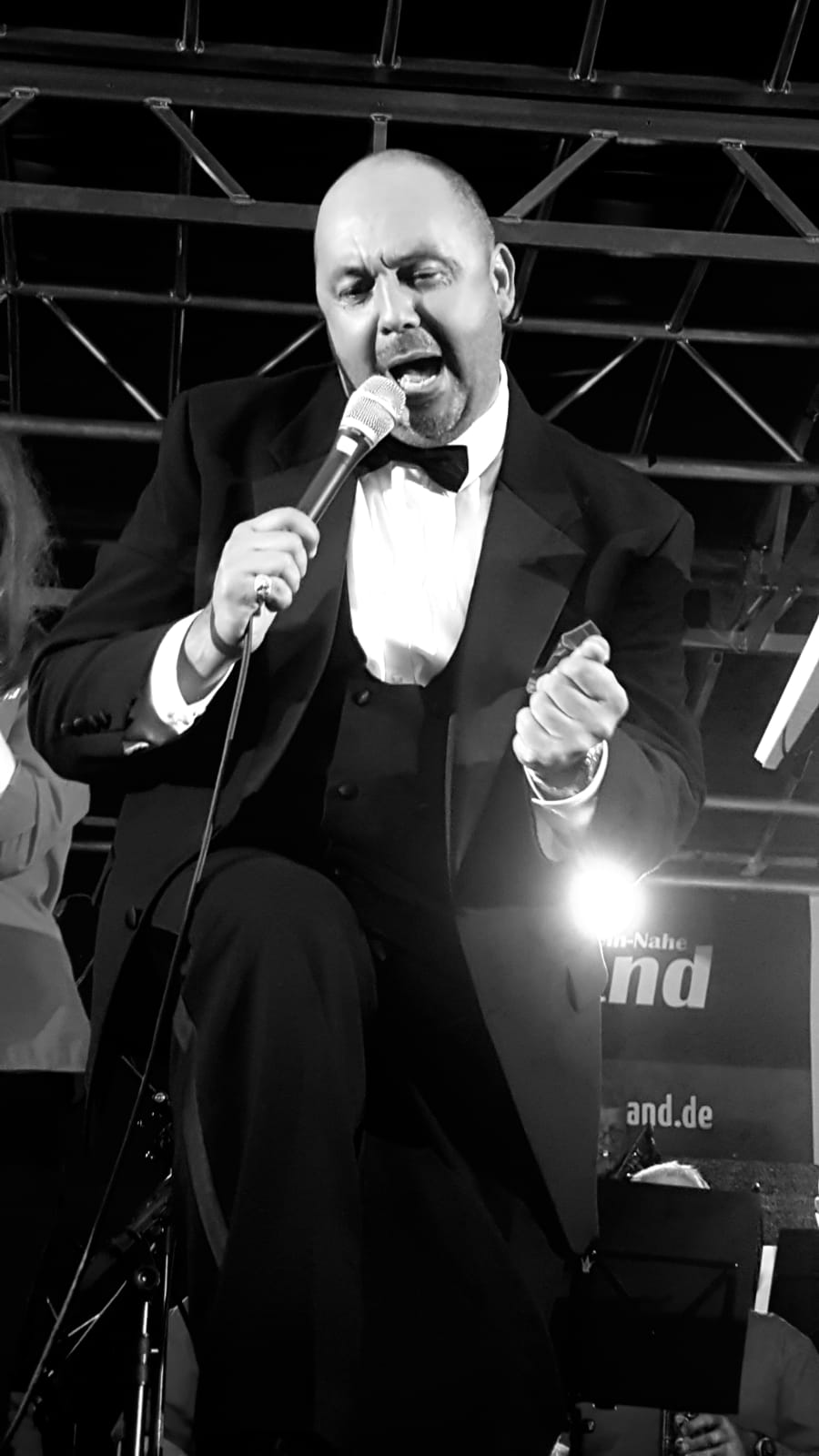
Artur Frank (2018)

Artur Frank (* 3. Juni 1966 in Köln-Lindenthal) ist ein deutscher Rundfunkmoderator und Unterhaltungskünstler.

## Biografie
Seine ersten Einsätze hatte Frank als Moderator der amerikanischen Wasserski-Show im Holiday Park Hassloch. Dort wurde er 1989 von Adam Hahne entdeckt, der beim Saarländischen Rundfunk arbeitete und ihn zu Radio Salü nach Saarbrücken holte. 1991 wurde Frank Moderator bei RTL, 1994 moderierte er gleichzeitig bei Radio Bremen 4 und beim WDR-Fernsehen.
2021 gründete er den regionalen Radiosender Rhein FM.
Frank war zweimal verheiratet und hat aus beiden Ehen je einen Sohn. Heute (2022) lebt er in Bingen am Rhein.

### Musicals und USA-Aufenthalt
1994 gründete er die Produktionsfirma Art Pro Team und produzierte Bühnen- und Theatershows für Radio Bremen, für die Kreuzfahrtschiffe der AIDA Cruises und für die Popgruppe Mr. President. Zudem schrieb er ein Musical mit dem Titel Totally Nutz. Zwischenzeitlich war er Morningshow-Moderator bei Main FM Frankfurt, wo er später auch Programmchef wurde. Nach einigen Jahren in den USA kehrte er 2010 nach Deutschland zurück war freier Moderator bei Radio Regenbogen in Mannheim.